# Hřbitov u svatého Michala (Polička)
Hřbitov u svatého Michala (též Starý hřbitov) je bývalý hlavní městský hřbitov v Poličce. Nachází se v západní části města, v ulici Vrchlického, nedaleko Synského rybníka. 

## Historie

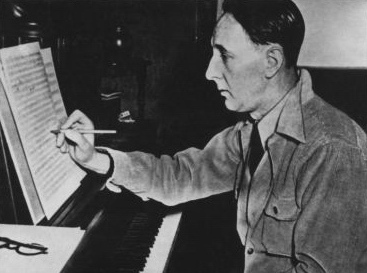
Bohuslav Martinů (1890–1959), hudební skladatel, roku 1979 pohřbený v Poličce

### Vznik
První hřbitov vznikl okolo hřbitovního pozdně gotického, původně evangelického, kostela svatého Michala dostavěného roku 1576 a od té doby sloužil jako hlavní městské pohřebiště. Na pozemku byl roku 1878 zřízen také evangelický hřbitov a roku 1881 také židovský hřbitov. 
Podél zdí areálu je umístěna řada hrobek významných obyvatel města, pohřbeni jsou na hřbitově i vojáci a legionáři bojující v první a druhé světové válce. 

### Po roce 1945
S odchodem téměř veškerého německého obyvatelstva města v rámci odsunu Sudetských Němců z Československa ve druhé polovině 40. let 20. století zůstala řada hrobů německých rodin opuštěna a bez údržby.
V roce 1979 sem byly převezeny ostatky světově uznávaného hudebního skladatele a místního rodáka Bohuslava Martinů, do té doby pohřbeného ve Švýcarsku, kde roku 1959 zemřel. Byl zde pohřben vedle své ženy Charlotty, která zemřela roku 1978.

### Zřízení Centrálního hřbitova
Nedostatečná kapacita starého hřbitova si ve druhé polovině 20. století vynutila zřízení nového areálu Centrálního hřbitova severně od starého pohřebiště. Vznikla zde též obřadní síň. 
V Poličce se nenachází krematorium, ostatky zemřelých jsou zpopelňovány povětšinou v krematoriu v České Třebové.

## Osobnosti pohřbené na tomto hřbitově
- Bohuslav Martinů (1890–1959) – hudební skladatel mezinárodního významu[1]